# Ria Taza
Ria Taza o Rya Taza in armeno Ռյա Թազա?, in passato Kondakhsaz, Kondagsaz e Ghondaksaz) è un comune dell'Armenia di 545 abitanti (2009) della provincia di Aragatsotn.